# Llista de peixos de Kansas

Localització de Kansas als Estats Units

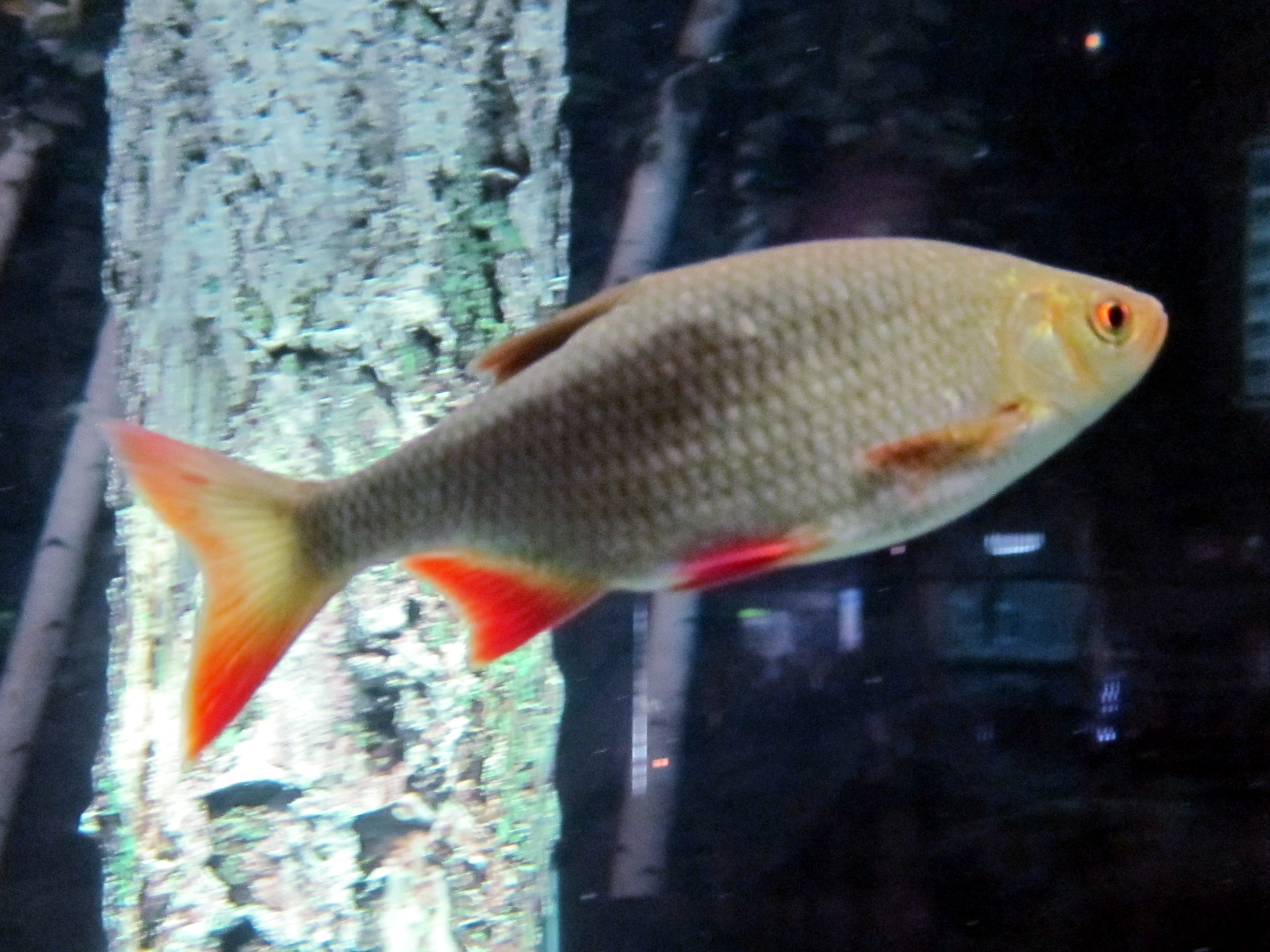
Scardinius erythrophthalmus

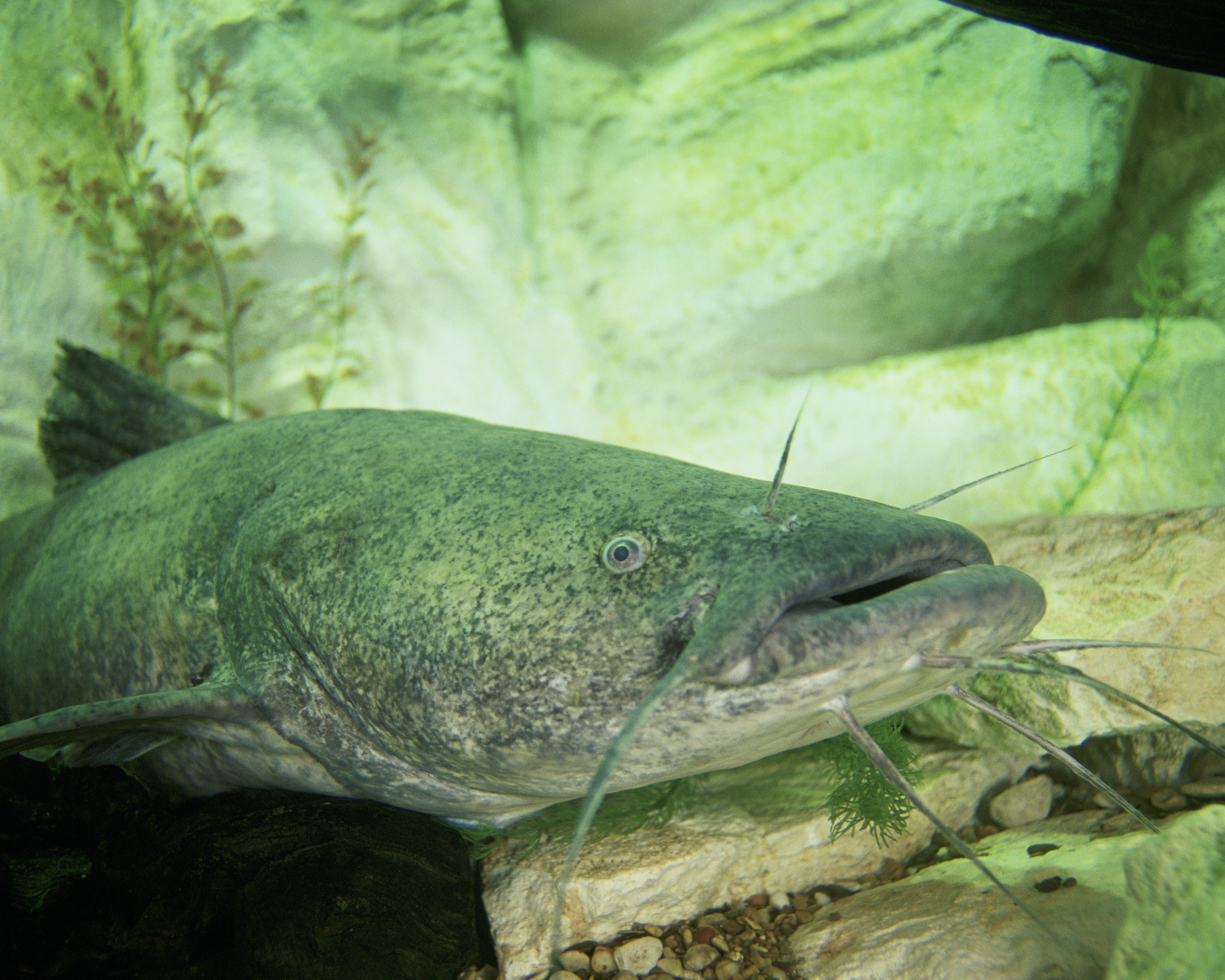
Peix gat de cap pla (Pylodictis olivaris)

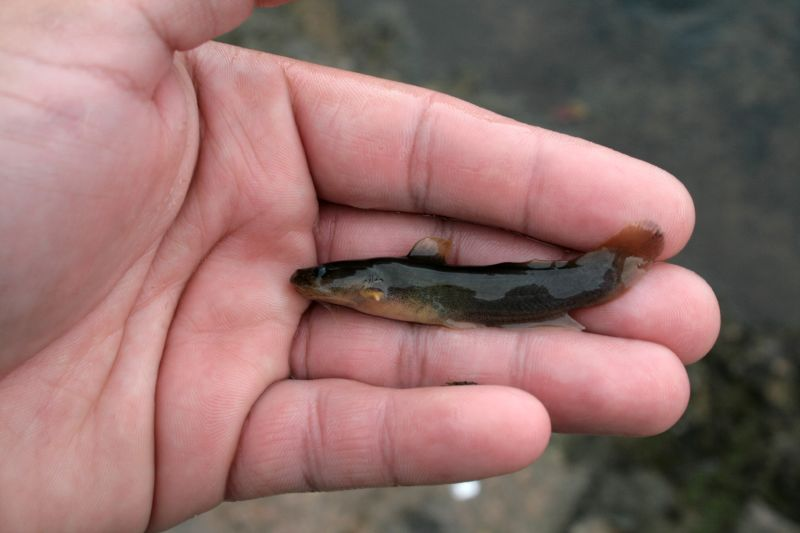
Noturus nocturnus

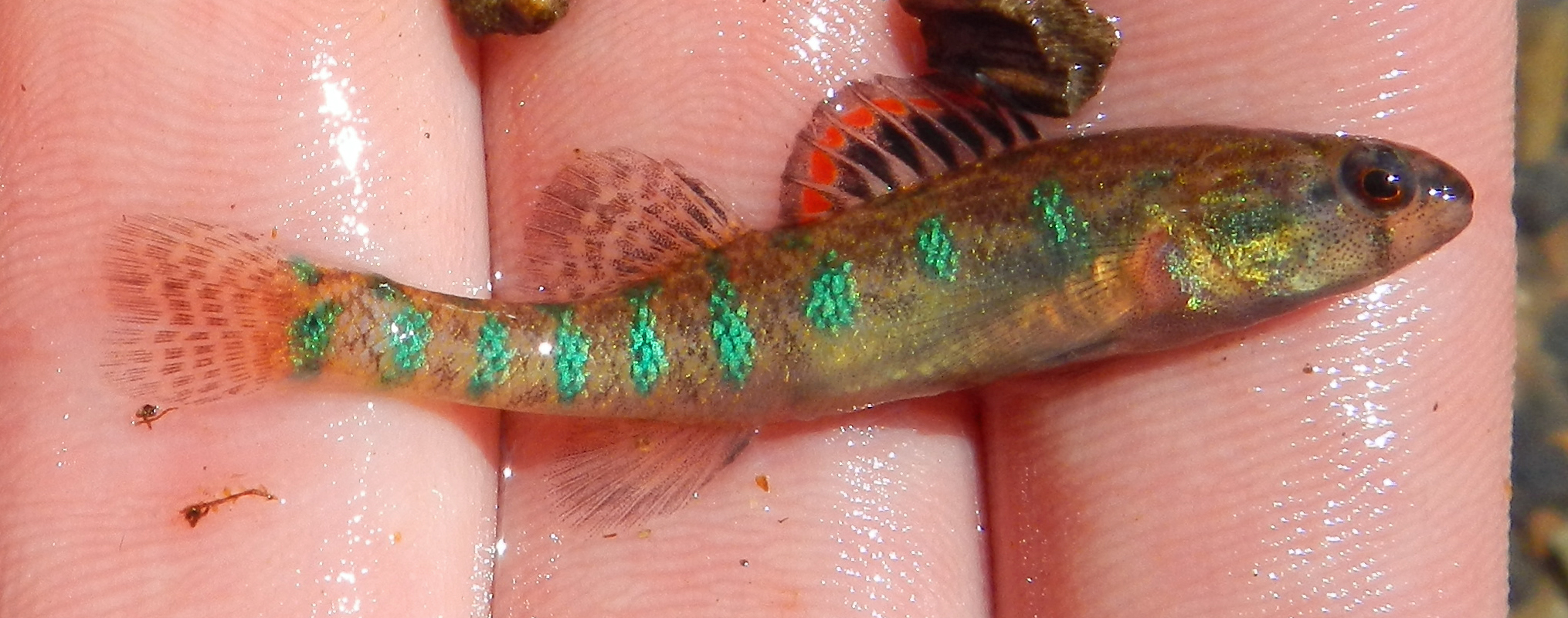
Etheostoma gracile

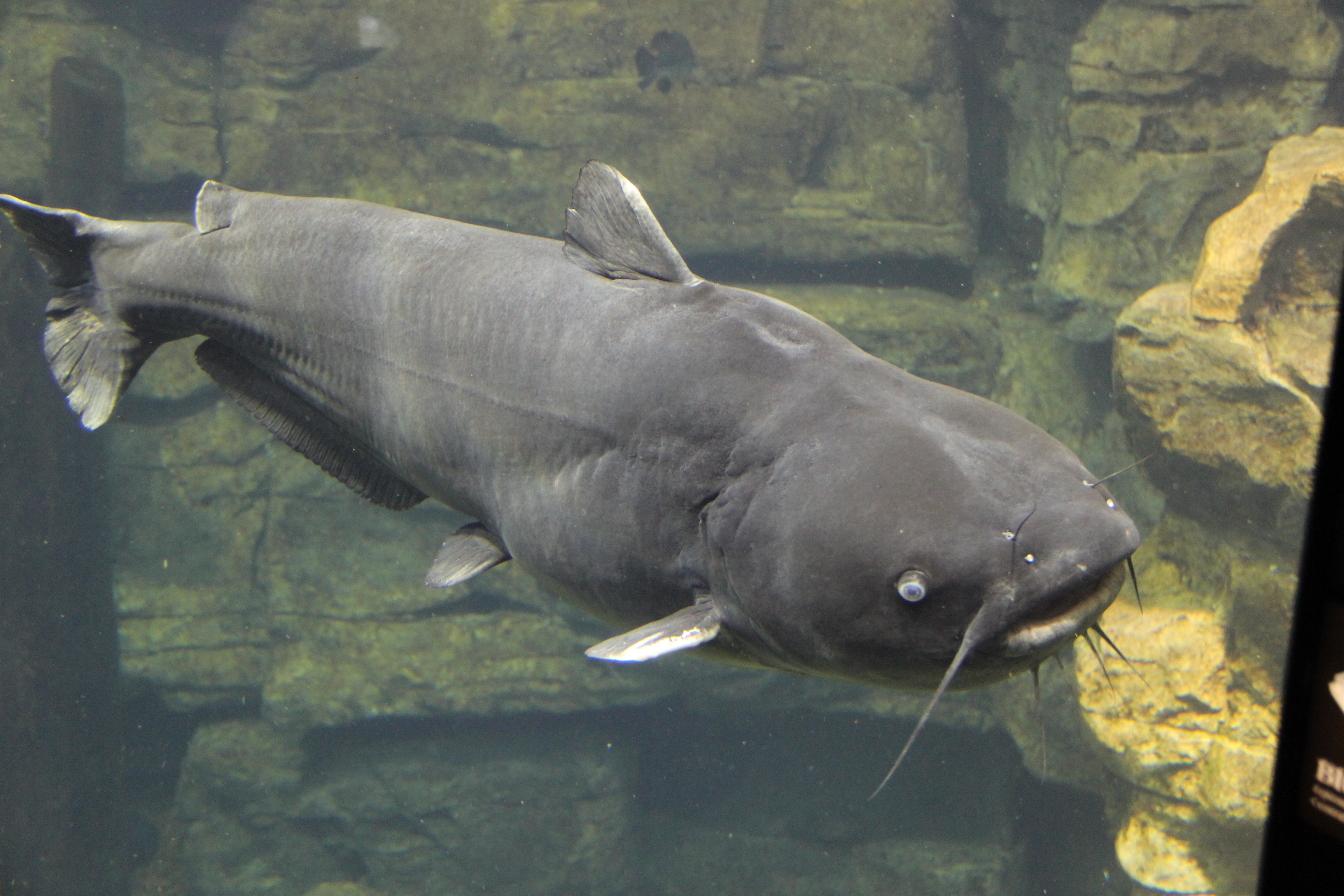
Ictalurus furcatus

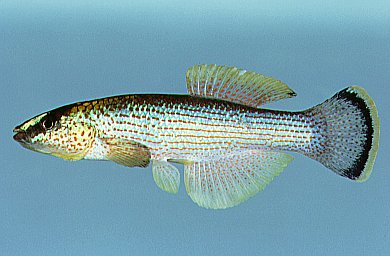
Fundulus catenatus

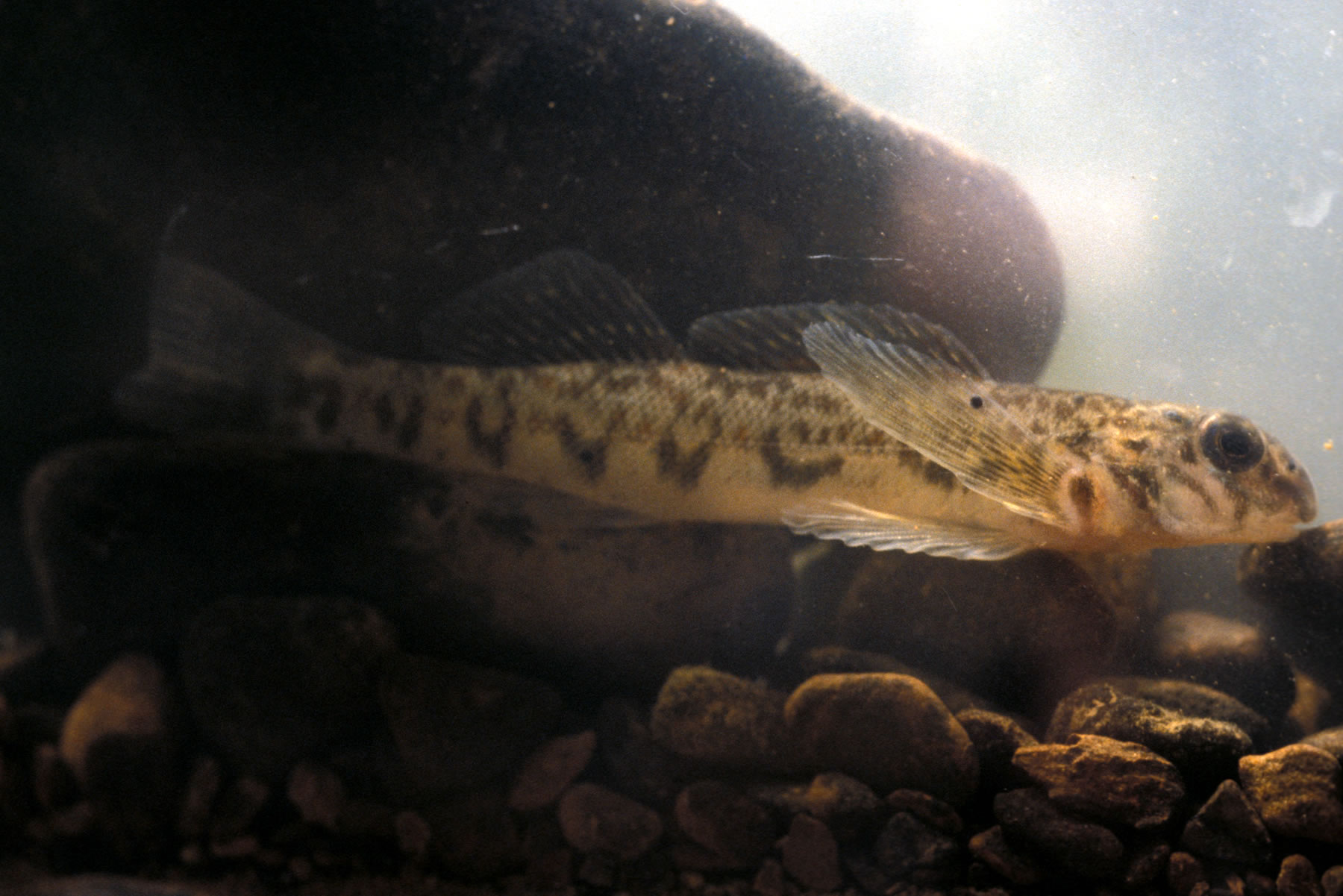
Etheostoma blennioides

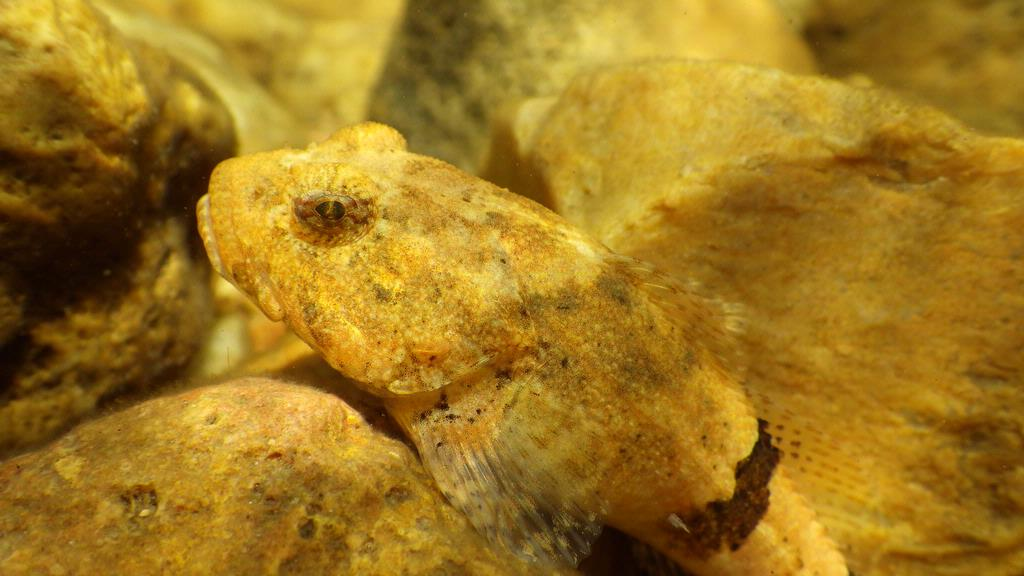
Cottus carolinae

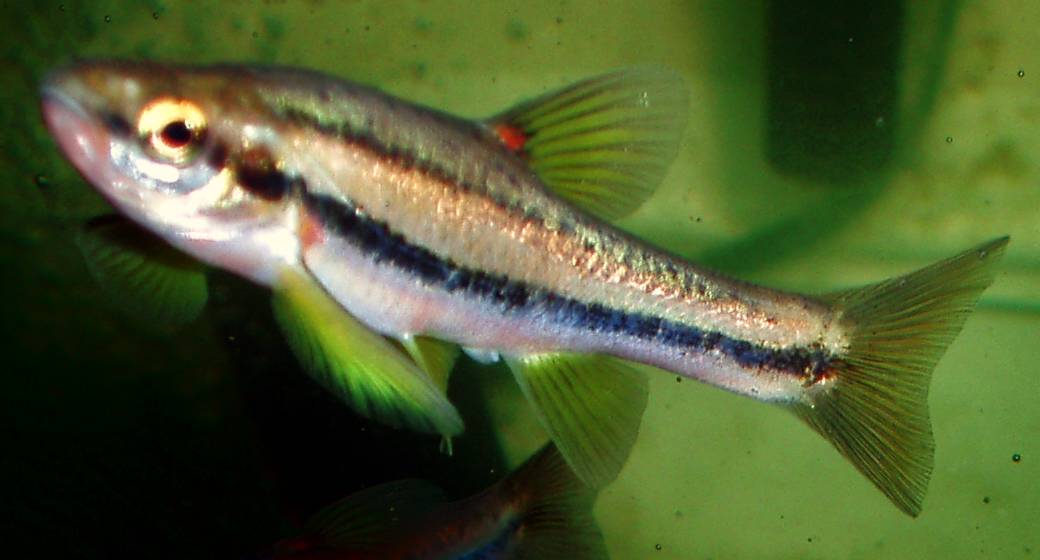
Chrosomus erythrogaster

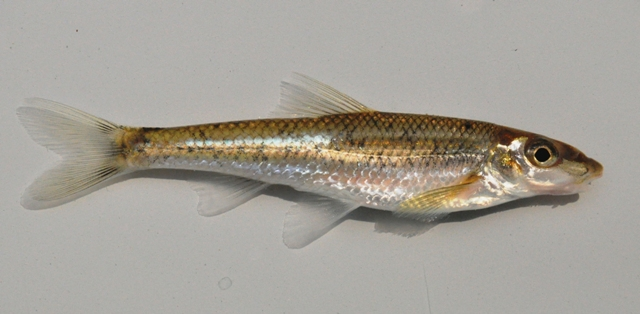
Erimystax x-punctatus

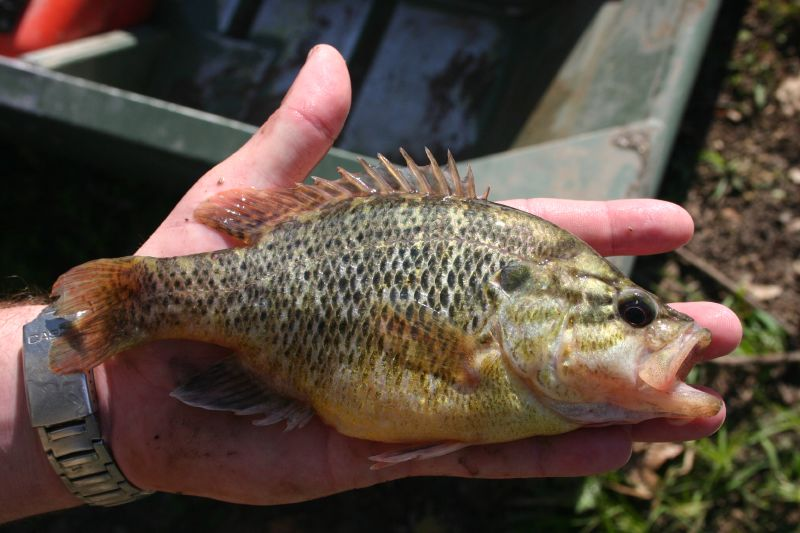
Lepomis gulosus

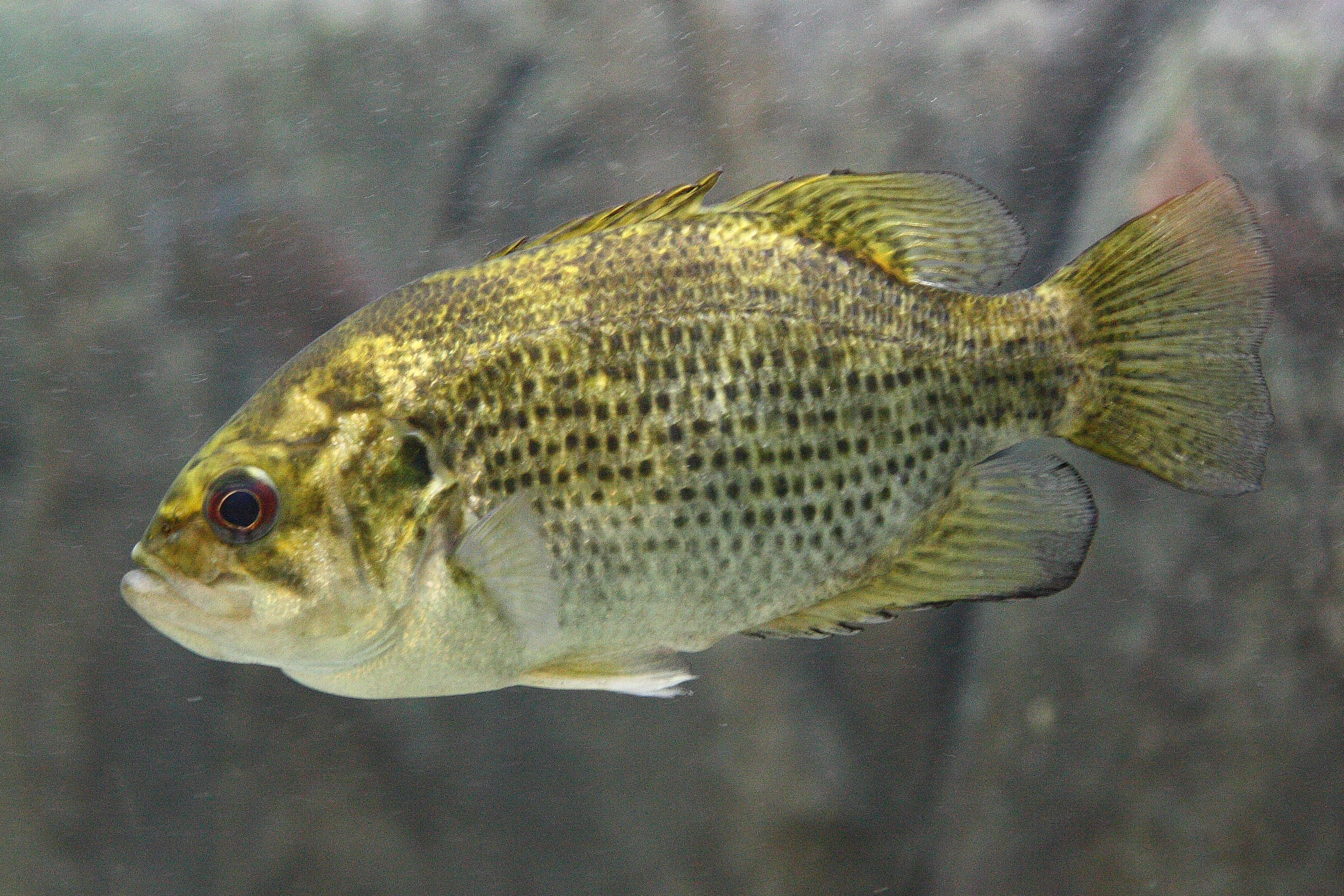
Ambloplites rupestris

Aquesta llista de peixos de Kansas inclou 44 espècies de peixos que es poden trobar actualment a Kansas ordenades per l'ordre alfabètic de llurs noms científics.

## A
- Ambloplites rupestris

## C
- Chrosomus erythrogaster
- Cottus carolinae
- Cyprinella camura

## E
- Erimystax x-punctatus
- Etheostoma blennioides
- Etheostoma cragini
- Etheostoma gracile
- Etheostoma microperca
- Etheostoma stigmaeum
- Etheostoma whipplei

## F
- Fundulus catenatus
- Fundulus kansae
- Fundulus notatus
- Fundulus sciadicus

## H
- Hybognathus hankinsoni

## I
- Ichthyomyzon castaneus
- Ictalurus furcatus[1]

## L
- Lepomis gulosus
- Luxilus cardinalis

## M
- Macrhybopsis meeki
- Macrhybopsis storeriana
- Micropterus punctulatus

## N
- Nocomis asper
- Nocomis biguttatus[2]
- Notropis bairdi
- Notropis boops
- Notropis buchanani
- Notropis girardi
- Notropis heterolepis
- Notropis nubilus
- Notropis shumardi
- Notropis stramineus
- Notropis topeka[3][4][5][2]
- Noturus exilis
- Noturus miurus
- Noturus nocturnus
- Noturus placidus[6][7]

## O
- Opsopoeodus emiliae emiliae

## P
- Pimephales tenellus
- Pylodictis olivaris[8]

## S
- Sander vitreus[9]
- Scaphirhynchus platorynchus[10]
- Scardinius erythrophthalmus[11]